# 上杉治憲
上杉治憲（日语：／ Uesugi Harunori，1751年9月9日—1822年4月2日），隱居後號鷹山（日语：／ Yōzan），日本江戶時代人物，第九代米澤藩藩主。最廣為人知的事情是成功改革米澤藩。

## 生平

### 入嗣上杉家
寬延4年7月20日（1751年9月9日），出生于高锅藩的江戶藩邸，是日向國高锅藩主秋月種美次子，幼名直松。
寶曆10年（1760年），成爲米澤藩主上杉重定養嗣子，尊尾張出生的折衷派學者細井平洲為師，17歲元服，取名勝興，後蒙將軍德川家治下賜偏諱而改名治憲。明和4年（1767年）繼承米澤藩。
當時米澤藩的窮困全國周知，積欠幕府的債務高達20萬兩（相當於今之150至200億日元），江戶城的民眾甚至編出了「要消除新金器的锈味(日文漢字寫作「金氣」)嗎？貼上寫有「上杉」兩字的紙就行了，锈味會被紙上的字吸的一乾二淨」的俏皮話調侃。造成上杉家如此窮困的主因，要追溯到初代家督上杉景胜於關原之戰後遭改易，石高大幅減少卻不願裁汰龐大的家臣團，導致家臣所占人口比例之高非其他藩國可比，後來更因一度於三代時絕嗣，雖經由過繼養子保住家名，但石高進一步減少到15萬石。一直因景勝遺願未減少家臣的結果，使米澤潘的家臣人數与47万石的福岡藩大致相當，僅人事費就給藩國財政帶來了沉重負擔，看重豪族名譽，難改奢侈生活的前藩主上杉重定甚至認真地考慮將藩國交還朝廷，讓朝廷去救濟領內的百姓。

### 藩政改革
就任新藩主的上杉治憲，一方面產業上重用竹俣当綱，並在财政上重用莅戸善政，一方面帶頭提倡節儉推行一汁一菜（一湯一菜），實施獎勵開墾土地、回家務農，培育作物等發展民政事業的措施，並引進工匠，將過去米澤藩低價出口的苧麻加工成高價值的紡織品（時至今日已發展成地方產業米澤織）。天明年間，農業歉收和淺間山火山爆發等引起的天明大饑饉中，以東北地方為中心餓死者甚多。治憲通過普及非常食，向農民和武士獎勵節儉等手段努力挽救。此外，細井平洲与神保綱忠重建了4代藩主上杉綱憲所創設的學問所（幕府的公立學校），改建爲藩校興讓館（今山形縣立米澤興讓館高等學校），藩國武士家臣和農民不問出身皆可就學。安永2年（1773年），反對改革的前代家老們發起罷免竹俣派的強訴（七家騒動），治憲堅決地喝斥了他們。通過種種施政，挽救了瀕臨破產的藩國，兩代後的齊定時代終於還清了債務。

### 晚年
1785年，將家督讓與前藩主上杉重定的親生兒子、治廣而隱居，但一直指導藩政直至逝世。
1802年，52歲時剃髮，改號鷹山，據說此號取自米澤藩北部的白鷹山（今白鷹町）。
文政5年3月12日（1822年4月2日）去世，享年72歲，法名為元德院殿聖翁文心大居士，墓所位於米澤市御廟的上杉家廟所。初時與藩祖上杉謙信一同奉祀於上杉神社，1905年遷往新設的攝社松岬神社至今。

### 官職履歷
- 1766年－任從四位下彈正大弼（日语：弾正台）
- 1767年－繼承家督。兼任侍從。
- 1785年－隱居。遷任越前守，仍任侍從。
- 1902年－追贈從三位。

## 傳國之辭
所謂傳國之辭，是鷹山將家督讓與下任藩主上杉治廣時吩咐的3條作爲家督的心得，內容如下：
第一、國家者（指米澤藩），及先祖傳至子孫之國家也，非為我所私有。
第二、人民者，乃屬於國家之人民也，非為我所私有。
第三、有為國家人民之君，而無為君之國家人民。
傳國之辭在明治時期的版籍奉還之前，一直由上杉家歷代家督作爲家訓傳承。

## 人物軼事
鷹山體格強健，據說直到晚年都不曾臥病。雖然生活檢僕，不過喜歡抽菸草，且喜飲酒，時常飲用養生藥酒。
據說治憲的正室、前藩主的長女幸姬患有脑功能障碍和發育障礙。她一生儘管短暫，兩人相處却很和睦，據說治憲會耐心的陪妻子玩雛人形。但在擔心後繼無人的重臣們的勸說下，治憲還是迎娶了比自己大10歲的上杉家分家的女兒阿豐之方爲側室。然而治憲雖與繼室產下兩子，卻分別在18歲與2歲時過世，因此治憲的血脈還是斷絕了。
治憲年僅35歲就隱居，自己雖有兒子却把家督讓給前藩主重定的兒子治廣，是想在重定有生之年讓治廣繼承家督以使養父放心。
鷹山著名的短歌「生せは生る 成さねは生らぬ 何事も 生らぬは人の 生さぬ生けり」与傳國之辭一起爲後任家督繼承。
2007年讀賣新聞對日本的自治體首長的通訊調查中，上杉鷹山位列“理想的領袖”第一位。美國第35任總統約翰·甘迺迪和第42任總統比爾·克林頓都將上杉鷹山列爲最尊敬的日本政治家，這些據說是受英文出版的內村鑑三的《代表的日本人》的影響。有趣的是，就在甘迺迪就鷹山發言時，日本反而在戰後學校教材中取消了介紹鷹山事蹟的內容，導致不少日本人一頭霧水的問道“鷹山是誰”。現在鷹山在日本的知名度和人氣，其背景源于在日本人氣很高的“甘迺迪和克林頓都最尊敬的日本政治家”。
米澤藩中興之主鷹山現在也被米澤市民尊敬。舉例來說，其他歷代藩主雖然也用敬稱稱呼，但只有上杉鷹山很多時候被尊稱爲「鷹山公」和「公」。
當時米澤藩非常忌憚直江兼續的法事。據說，鷹山說道“上杉家連直江大人夫妻的法事都不辦，奠仪也不加，未免不近人情”，爲兼續舉行了第200回忌典，并獻了香華。由於鷹山的舉動，藩內長期將直江兼續視為奸臣的評價才有所改變。

## 關于改革
鷹山的改革，分為以竹俣当綱爲指導者，側重産業振興的前期改革，以及隱居復出后以莅戶善政爲指導者，旨在使財政支出減半同時振興産業，被稱爲「寬三改革」的後期改革。
鷹山任藩主的前期改革爲人稱頌的事迹很多，然而却因改革受挫而隱居。實現振興米澤藩的是隱居后實施的“寬三改革”，等到財政健全，政績受到幕府稱贊時，已是鷹山去世的一年之後。
據說因爲鷹山的改革，在饑荒時藩國內也未出現餓死者。鷹山推廣的五加，幼芽雖有苦味但經沸水或油烹飪后就可以立即食用，根的皮可作一種稱爲五加皮的營養保健藥。

## 登場作品
小說
- 小說 上杉鷹山（学陽書房、童門冬二（日语：童門冬二）著）
- 上杉鷹山的經營學（PHP研究所、童門冬二著）
- 「人間通」的名指導者：向上杉鷹山學習（三笠書房、鈴村進（日语：鈴村進）著）
- 漆樹結實之國（日语：漆の実のみのる国）（文藝春秋、藤澤周平著）
- 上杉鷹山：紓解財政危機的名君生涯（PHP研究所、嶋津義忠（日语：嶋津義忠）著）
- 上杉太平記（德間書店、長谷川伸（日语：長谷川伸）著）
- 上杉鷹山 勤儉殖產之父（偕成社、和田傳（日语：和田傳）著）
- 春之鷹：小說・上杉鷹山（春陽堂書店、風巻絃一（日语：風巻絃一）著）
- 小說傳記上杉鷹山（PHP研究所、八幡和郎（日语：八幡和郎）著）
- 峠道：鷹所見之風景（德間書店、上田秀人（日语：上田秀人）著）

影視劇
- 上杉鷹山：二百年前的行政改革（日语：上杉鷹山-二百年前の行政改革-）（1998年、NHK、演：筒井道隆）

## 註腳
1. ↑  Mark Ravina (1995). “State-Building and Political Economy in Early-Modern Japan,” Journal of Asian Studies 54.4.
2. ↑  現在一般認為鷹山的和歌可能是仿照武田信玄的名言「為せば成る、為さねば成らぬ。成る業を成らぬと捨つる人のはかなさ」（为之才能成功，不为不能成功，任何事之所以不成功，可能只因不为也。）所作。